# Stereofomes nodulosus
Stereofomes nodulosus är en svampart som beskrevs av Rick 1928. Stereofomes nodulosus ingår i släktet Stereofomes och familjen Lachnocladiaceae.   Inga underarter finns listade i Catalogue of Life.